# Novo Mesto (comune)
Novo Mesto (ufficialmente in sloveno Mestna občina Novo mesto) è un comune cittadino (mestna občina) della Slovenia. Ha una popolazione di 36 296 abitanti e un'area di 298,5 km². Appartiene alla regione statistica della Slovenia Sudorientale e ne è il capoluogo. È situato a poca distanza dal confine con la Croazia. La sede del comune si trova nella città di Novo Mesto.

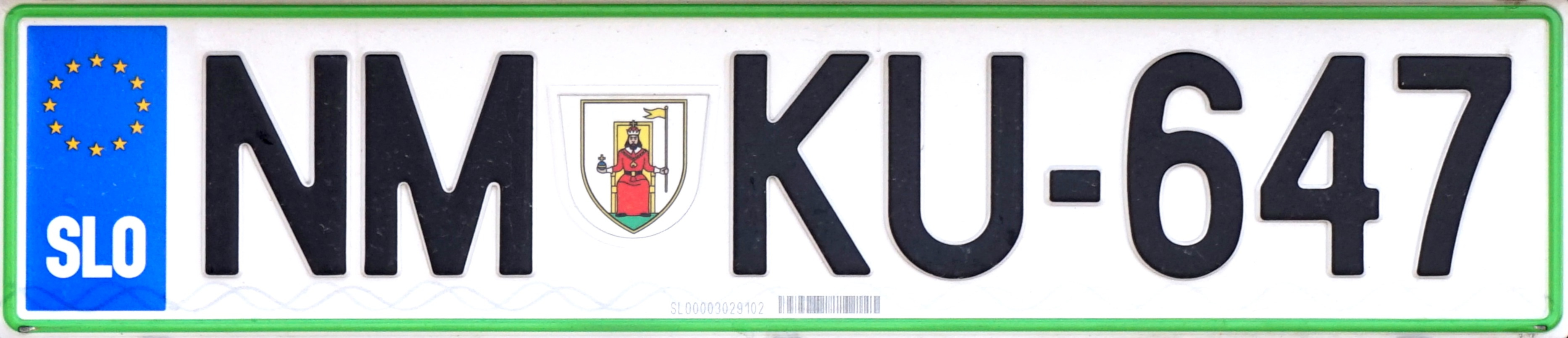
Targa del comune di Novo mesto

## Storia
Nel 2006 parte del territorio comunale di Novo Mesto è passata sotto l'amministrazione dei due nuovi comuni di Straža e Šmarješke Toplice.

## Geografia antropica

### Suddivisioni amministrative
Il comune cittadino di Novo mesto è formato da 98 insediamenti (naselja):
- Birčna vas
- Boričevo
- Brezje
- Brezovica pri Stopičah
- Češča vas
- Črešnjice
- Črmošnjice pri Stopičah
- Daljni Vrh
- Dobovo
- Dolenja vas
- Dolenje Grčevje
- Dolenje Kamenje
- Dolenje Karteljevo
- Dolenje Lakovnice
- Dolenji Suhadol
- Dolnja Težka Voda
- Dolž
- Gabrje
- Golušnik
- Gorenje Grčevje
- Gorenje Kamence
- Gorenje Kamenje
- Gorenje Karteljevo
- Gorenje Kronovo
- Gorenje Lakovnice
- Gorenje Mraševo
- Gorenji Suhadol
- Gornja Težka Voda
- Gumberk
- Herinja vas
- Hrib pri Orehku
- Hrušica
- Hudo
- Iglenik
- Jama
- Jelše pri Otočcu
- Jugorje
- Jurna vas
- Konec
- Koroška vas
- Koti
- Križe
- Kuzarjev Kal
- Laze
- Leskovec
- Lešnica
- Lutrško Selo
- Mala Cikava
- Male Brusnice
- Mali Cerovec
- Mali Orehek
- Mali Podljuben
- Mali Slatnik
- Mihovec
- Novo mesto, insediamento capoluogo comunale
- Otočec
- Paha
- Pangrč Grm
- Petane
- Petelinjek
- Plemberk
- Podgrad
- Potov Vrh
- Prečna
- Pristava
- Rajnovšče
- Rakovnik pri Birčni Vasi
- Ratež
- Sela pri Ratežu
- Sela pri Zajčjem Vrhu
- Sela pri Štravberku
- Sevno
- Smolenja vas
- Srebrniče
- Srednje Grčevje
- Stopiče
- Stranska vas
- Suhor
- Šentjošt
- Škrjanče pri Novem mestu
- Štravberk
- Travni Dol
- Trška Gora
- Uršna sela
- Velike Brusnice
- Veliki Cerovec
- Veliki Orehek
- Veliki Podljuben
- Veliki Slatnik
- Verdun
- Vinja vas
- Vrh pri Ljubnu
- Vrh pri Pahi
- Vrhe
- Zagrad pri Otočcu
- Zajčji Vrh pri Stopičah
- Ždinja vas
- Žihovo Selo

## Amministrazione
| Periodo          | Periodo   | Primo cittadino  | Partito                   | Carica                                                                     | Note |
| ---------------- | --------- | ---------------- | ------------------------- | -------------------------------------------------------------------------- | ---- |
| 1990             | 1994      | Boštjan Kovačič  |                           | Presidente del consiglio esecutivo dell'Assemblea municipale di Novo Mesto |      |
| 1994             | 1998      | Franci Koncilija |                           | sindaco                                                                    |      |
| 1998             | 2002      | Anton Starc      |                           | sindaco                                                                    |      |
| 2002             | 2006      | Boštjan Kovačič  |                           | sindaco                                                                    |      |
| 2006             | 2014      | Alojs Muhic      |                           | sindaco                                                                    |      |
| 2014             | 2018      | Gregor Macedoni  | Lista Gregorja Macedonija | sindaco                                                                    |      |
| 18 novembre 2018 | in carica | Gregor Macedoni  | Lista Gregorja Macedonija | sindaco                                                                    |      |

### Gemellaggi
- Langenhagen
- Vilafranca del Penedès
- Bihać
- Yixing
- Brescia
- Leskovac
- Castelnuovo
- Toruń, dal 2009
- Trnava